# Heinrich Herrling
Heinrich Herrling (* 4. September 1883 in Erfurt; † 25. April 1956 ebenda) war ein deutscher Architekt.

## Wirken
Heinrich Herrling setzte Ende der 1920er Jahre mit mehreren Bauten in Erfurt wichtige architektonische Akzente im Sinne des Neuen Bauens.
Die Erbengemeinschaft Nottrodt ließ durch Herrling 1928/1929 das Bürohaus Am Anger 81 errichten. Den siebengeschossigen Bau prägt ein über drei Etagen langgestreckter Erker mit Fensterbändern, der an der Straßenkreuzung in einen Runderker ausläuft. Das Gebäude wurde bei Dunkelheit durch eine blau leuchtende Lichtarchitektur effektvoll in Szene gesetzt. 
Der Textil-Einzelhändler Hermann Schellhorn beauftragte Herrling mit dem Neubau eines Geschäftshauses, Neuwerkstraße 2 und Hirschlachufer 76. Der Schellhorn-Bau wird geprägt durch die abgerundete Gebäudekante zur Schafgasse mit den horizontalen Fensterbändern.
Herrling war Mitglied der Deutschen Freien Architektenschaft (DFA), die sich 1920 mit dem Bund Deutscher Architekten (BDA) vereinigte.

## Bauten und Entwürfe
- 1928–1929: Bürogebäude, so genanntes DHV-Haus in Erfurt, Anger 81[1][2][3]
- 1929–1930: Geschäftshaus Schellhorn in Erfurt, Neuwerkstraße 2 und Hirschlachufer 76[4][5]
- 1932: Umbau des Kaufhauses Reibstein in Erfurt, Schlösserstraße 23–27 (kriegszerstört)[6]